# Ел СЕРЕСО (Леон)
Ел СЕРЕСО (шп. El CERESO) насеље је у Мексику у савезној држави Гванахуато у општини Леон. Насеље се налази на надморској висини од 1780 м.

## Становништво
Према подацима из 2010. године у насељу је живело 1581 становника.

### Хронологија
| Година       | 2000           | 2005              | 2010 |
| ------------ | -------------- | ----------------- | ---- |
| Становништво | 744 (684 / 60) | 1388 (1249 / 139) | 1581 |

### Попис
| # | Индикатор                     | Вредност |
| - | ----------------------------- | -------- |
| 1 | Укупно домаћинстава           | 1        |
| 2 | Укупно насељених домаћинстава | 1        |
| 3 | Величина локације             | 4        |